# Арчене
Арчене (італ. Arcene, п'єм. Arcene) — муніципалітет в Італії, у регіоні Ломбардія, провінція Бергамо.
Арчене розташоване на відстані близько 470 км на північний захід від Рима, 36 км на схід від Мілана, 14 км на південь від Бергамо.
Населення — 4787 осіб (2014).
Щорічний фестиваль відбувається 5 квітня. Покровитель — святий Архангел Михаїл.

## Демографія
Населення за роками:

Станом на 1 січня 2023 року в муніципалітеті офіційно проживав 501 іноземець з 40 країн, серед них 48 громадян країн Євросоюзу та 13 громадян України.

## Сусідні муніципалітети
- Кастель-Роццоне
- Чизерано
- Лурано
- Поньяно
- Понтіроло-Нуово
- Тревільйо
- Верделло